# Kenmore (Nova York)
Kenmore és una població dels Estats Units a l'estat de Nova York. Segons el cens del 2000 tenia 16.426 habitants.

## Demografia
Segons el cens del 2000, Kenmore tenia 16.426 habitants, 7.071 habitatges, i 4.235 famílies. La densitat de població era de 4.404,2 habitants/km².
Dels 7.071 habitatges en un 28,7% hi vivien nens de menys de 18 anys, en un 45,3% hi vivien parelles casades, en un 11,6% dones solteres, i en un 40,1% no eren unitats familiars. En el 34,8% dels habitatges hi vivien persones soles el 15,6% de les quals corresponia a persones de 65 anys o més que vivien soles. El nombre mitjà de persones vivint en cada habitatge era de 2,31 i el nombre mitjà de persones que vivien en cada família era de 3,04.
Per edats la població es repartia de la següent manera: un 23,3% tenia menys de 18 anys, un 7,4% entre 18 i 24, un 30,5% entre 25 i 44, un 22,5% de 45 a 60 i un 16,4% 65 anys o més.
L'edat mediana era de 38 anys. Per cada 100 dones de 18 o més anys hi havia 81,9 homes.
La renda mediana per habitatge era de 42.252 $ i la renda mediana per família de 53.155 $. Els homes tenien una renda mediana de 38.371 $ mentre que les dones 26.875 $. La renda per capita de la població era de 21.695 $. Entorn del 3,5% de les famílies i el 5,2% de la població estaven per davall del llindar de pobresa.